# Нанафалія
Нанафалія (англ. Nanafalia) — переписна місцевість (CDP) в США, в окрузі Маренго штату Алабама. Населення — 75 осіб (2020).

## Географія
Нанафалія розташована за координатами 32°6′41″ пн. ш. 87°59′45″ зх. д. / 32.11139° пн. ш. 87.99583° зх. д. (32.111393, -87.995757).  За даними Бюро перепису населення США в 2010 році переписна місцевість мала площу 5,62 км², уся площа — суходіл.

## Демографія
Згідно з переписом 2010 року, у переписній місцевості мешкали 94 особи в 42 домогосподарствах у складі 30 родин. Густота населення становила 17 осіб/км².  Було 47 помешкань (8/км²).
Расовий склад населення:
| - 57,4 % — білих - 40,4 % — чорних або афроамериканців |

До двох чи більше рас належало 2,1 %. Частка іспаномовних становила 0,0 % від усіх жителів.
За віковим діапазоном населення розподілялося таким чином: 21,3 % — особи молодші 18 років, 58,5 % — особи у віці 18—64 років, 20,2 % — особи у віці 65 років та старші. Медіана віку мешканця становила 50,7 року. На 100 осіб жіночої статі у переписній місцевості припадало 108,9 чоловіків;  на 100 жінок у віці від 18 років та старших — 94,7 чоловіків також старших 18 років.
За межею бідності перебувало 29,7 % осіб, у тому числі 100,0 % дітей у віці до 18 років та 0,0 % осіб у віці 65 років та старших.
Цивільне працевлаштоване населення становило 28 осіб. Основні галузі зайнятості: сільське господарство, лісництво, риболовля — 17,9 %, освіта, охорона здоров'я та соціальна допомога — 14,3 %.